# Nati il 2 dicembre

## XI secolo(1)
- 1083 - Anna Comnena, storiografa bizantina († 1153)

## XVI secolo(10)
- 1501 - Barnim IX di Pomerania, duca tedesco († 1573)
- 1501 - Munjeong di Joseon, regina coreana († 1565)
- 1530 - Sigismondo II Gonzaga, condottiero italiano († 1567)
- 1533 - Andrea Rapicio, vescovo cattolico e giurista italiano († 1573)
- 1562 - Oliva Sabuco de Nantes Barrera, medica e filosofa spagnola
- 1563 - Muzio Vitelleschi, gesuita italiano († 1645)
- 1578 - Agostino Agazzari, compositore, organista e teorico della musica italiano († 1640)
- 1580 - Elisabetta Maddalena di Pomerania, duchessa tedesca († 1649)
- 1581 - Bernardino Radi, architetto, scultore e incisore italiano († 1643)
- 1588 - Leonhard Kern, scultore tedesco († 1662)

## XVII secolo(15)
- 1612 - David Ryckaert III, pittore fiammingo († 1661)
- 1629 - Wilhelm Egon von Fürstenberg, cardinale, vescovo cattolico e abate tedesco († 1704)
- 1640 - Abraham Bloteling, incisore, disegnatore e editore olandese († 1690)
- 1649 - Jean-Baptiste Corneille, pittore, incisore e insegnante francese († 1695)
- 1649 - Tommaso Maria Ferrari, cardinale italiano († 1716)
- 1652 - Carolina di Legnica-Brieg, nobildonna tedesca († 1707)
- 1657 - Francesco Antonio di Hohenzollern-Haigerloch, conte tedesco († 1702)
- 1674 - Matilde d'Este, nobile italiana († 1732)
- 1682 - Domenico Silvio Passionei, cardinale e arcivescovo cattolico italiano († 1761)
- 1683 - Marcello Sacchi, vescovo cattolico italiano († 1746)
- 1684 - Maria Bricca, cuoca italiana († 1733)
- 1687 - Aretafila Savini, letterata italiana († 1731)
- 1694 - William Shirley, politico britannico († 1771)
- 1695 - Andrzej Stanisław Załuski, vescovo cattolico polacco († 1758)
- 1699 - Gaston Pierre de Lévis-Mirepoix, generale francese († 1757)

## XVIII secolo(38)
- 1702 - Beltrame Cristiani, politico e diplomatico italiano († 1758)
- 1705 - Bernardino Moscati, chirurgo, anatomista e ginecologo italiano († 1798)
- 1708 - Giovanni Antonio Galli, chirurgo italiano († 1782)
- 1710 - Carlo Bertinazzi, attore teatrale italiano († 1783)
- 1711 - Giovanni Brunacci, storico e numismatico italiano († 1772)
- 1718 - Giovanni Fantuzzi, storico, biografo e bibliografo italiano († 1799)
- 1728 - Ferdinando Galiani, economista italiano († 1787)
- 1730 - Francisco Javier García Fajer, compositore spagnolo († 1809)
- 1732 - Federico Guglielmo di Hohenlohe-Kirchberg, generale austriaco († 1796)
- 1734 - Maurizio Garzoni, prete italiano († 1804)
- 1738 - Richard Montgomery, generale irlandese († 1775)
- 1743 - Francesco Saverio Maria Bianchi, presbitero italiano († 1815)
- 1744 - Ramón Bayeu, pittore spagnolo († 1793)
- 1745 - Francesco Saverio Bartoli, scrittore, comico e letterato italiano († 1806)
- 1745 - Jeongsun di Joseon, regina coreana († 1805)
- 1746 - Joachim Xavier Curado, militare e politico brasiliano († 1830)
- 1747 - Giuseppe Quaglio, pittore e scenografo italiano († 1828)
- 1750 - Gilles-Lambert Godecharle, scultore belga († 1835)
- 1751 - Jean François Hue, pittore francese († 1823)
- 1755 - Eusebio Valli, medico e scienziato italiano († 1816)
- 1758 - Tommaso Mercandetti, incisore e medaglista italiano († 1821)
- 1758 - Étienne Vigée, drammaturgo e scrittore francese († 1820)
- 1759 - James Edward Smith, entomologo e botanico inglese († 1828)
- 1760 - John Breckinridge, politico statunitense († 1806)
- 1761 - Louis Nicolas Robert, inventore francese († 1828)
- 1762 - Franciszek Ksawery Dmochowski, scrittore, poeta e traduttore polacco († 1808)
- 1763 - Claude-Antoine Prieur-Duvernois, ingegnere e politico francese († 1832)
- 1767 - Leopoldo I di Lippe, principe († 1802)
- 1769 - Alexander Hope, generale scozzese († 1837)
- 1770 - Michele Saverio Provana del Sabbione, politico italiano († 1837)
- 1775 - Joseph-Denis Odevaere, pittore fiammingo († 1830)
- 1777 - Giuseppe Barbieri, architetto e ingegnere italiano († 1838)
- 1777 - Henry Grey Bennet, politico britannico († 1836)
- 1778 - Giuseppe Maria Mazzetti, arcivescovo cattolico italiano († 1850)
- 1789 - Pavel Christoforovič Grabbe, generale russo († 1875)
- 1795 - Adrián Woll, militare e mercenario francese († 1875)
- 1797 - Erminia di Anhalt-Bernburg-Schaumburg-Hoym, nobile († 1817)
- 1797 - Carl von Prittwitz, generale russo († 1881)

## XIX secolo(163)
- 1805 - Vito Beltrani, giornalista e politico italiano († 1884)
- 1805 - William Thompson, naturalista irlandese († 1852)
- 1806 - Hans Heinrich X von Hochberg, nobile tedesco († 1855)
- 1806 - Ahmad I ibn Mustafa, sovrano tunisino († 1855)
- 1807 - Angelo Pierallini, architetto italiano († 1884)
- 1813 - Melchior de Marion Brésillac, missionario e vescovo cattolico francese († 1859)
- 1816 - Marta Le Bouteiller, religiosa francese († 1883)
- 1818 - Michele Avitabile, banchiere e politico italiano († 1871)
- 1821 - Vincenzo Ammirà, poeta italiano († 1898)
- 1821 - Giuseppe Biancheri, politico italiano († 1908)
- 1821 - Mary Grosvenor, nobildonna inglese († 1912)
- 1822 - Charles Coquerel, medico e entomologo francese († 1867)
- 1822 - Benjamín Máximo Laguna y Villanueva, botanico spagnolo († 1902)
- 1822 - Giuseppe Pilla, avvocato e patriota italiano († 1879)
- 1823 - Antonio Burlando, patriota italiano († 1895)
- 1823 - Oscar Dickson, esploratore, imprenditore e filantropo svedese († 1897)
- 1825 - Pietro II del Brasile, imperatore brasiliano († 1891)
- 1826 - Domenico Piva, generale e patriota italiano († 1907)
- 1826 - Maria Soledad Torres Acosta, religiosa e infermiera spagnola († 1887)
- 1827 - William Burges, architetto e designer britannico († 1881)
- 1830 - Gustav Maass, botanico tedesco († 1901)
- 1831 - Paul Du Bois-Reymond, matematico tedesco († 1889)
- 1831 - Angelo Moro Lin, attore teatrale e drammaturgo italiano († 1899)
- 1833 - Schomberg Kerr, IX marchese di Lothian, politico e diplomatico scozzese († 1900)
- 1833 - Charles Jacques Édouard Morren, illustratore e botanico belga († 1886)
- 1833 - Friedrich Daniel von Recklinghausen, patologo tedesco († 1910)
- 1833 - Édouard Riou, pittore e illustratore francese († 1900)
- 1834 - Demetrios Bernardakis, drammaturgo e storico greco († 1907)
- 1835 - Vigilio Inama, grecista, storico e epigrafista italiano († 1912)
- 1836 - Giuseppe Donati, musicista italiano († 1925)
- 1836 - Gustavus Hinrichs, chimico e filosofo tedesco († 1923)
- 1837 - Joseph Bell, medico britannico († 1911)
- 1837 - Kawasaki Shōzō, imprenditore e armatore giapponese († 1912)
- 1837 - Adolphus William Ward, storico e letterato inglese († 1924)
- 1839 - Gioacchino Di Marzo, gesuita, bibliografo e storico dell'arte italiano († 1916)
- 1840 - Francesco Saverio Gargiulo, magistrato e giurista italiano († 1922)
- 1840 - Angiolo Mascagni, politico italiano († 1915)
- 1842 - Charles Alcock, calciatore, arbitro di calcio e crickettista inglese († 1907)
- 1842 - Antonio Cao Pinna, ingegnere e politico italiano († 1928)
- 1842 - Robert Collett, zoologo norvegese († 1913)
- 1843 - Paul de Cassagnac, politico e giornalista francese († 1904)
- 1845 - Évariste Carpentier, pittore belga († 1922)
- 1846 - Pierre Waldeck-Rousseau, politico francese († 1904)
- 1847 - Rüdiger von Biegeleben, diplomatico e nobile austriaco († 1912)
- 1848 - Giovanni Peroni, imprenditore e ingegnere italiano († 1922)
- 1849 - Maria di Hannover, principessa tedesca († 1904)
- 1850 - Ernesta Galletti Stoppa, pedagogista e educatrice italiana († 1939)
- 1851 - Maria Virginia Fabroni, poetessa italiana († 1878)
- 1851 - Georges Rouy, botanico francese († 1924)
- 1853 - Alice Stewart Ker, medico e docente scozzese († 1943)
- 1854 - Nicola Badaloni, politico italiano († 1945)
- 1855 - Elvira Guerra, cavallerizza e circense italiana († 1937)
- 1856 - Robert Kajanus, compositore e direttore d'orchestra finlandese († 1933)
- 1857 - Silvio Perozzi, giurista e storico italiano († 1931)
- 1857 - Charles E. Rushmore, imprenditore e avvocato statunitense († 1931)
- 1859 - Ludwig Knorr, chimico tedesco († 1921)
- 1859 - Percival Parr, calciatore inglese († 1912)
- 1859 - Georges Seurat, pittore francese († 1891)
- 1860 - Vittorio Emanuele Bressanin, pittore e scultore italiano († 1941)
- 1860 - Alessandro Guarracino, avvocato e politico italiano († 1925)
- 1860 - August Rosiwal, geologo e mineralogista austriaco († 1923)
- 1860 - Albert Louvet, architetto francese († 1936)
- 1862 - Hugo von Steiner, violista e compositore austriaco († 1942)
- 1865 - Ol'ga Valerianovna Paley, principessa russa († 1929)
- 1865 - Giacomo Ponzio, generale italiano († 1939)
- 1865 - Louis Zutter, ginnasta svizzero († 1946)
- 1866 - Jean-Francis Auburtin, pittore francese († 1930)
- 1866 - Constantin Christescu, generale rumeno († 1923)
- 1867 - Alec B. Francis, attore britannico († 1934)
- 1867 - Elizabeth Courtauld, medico britannico († 1947)
- 1868 - Hans Haas, teologo tedesco († 1934)
- 1868 - Francis Jammes, poeta francese († 1938)
- 1868 - Leopoldo Ferdinando d'Asburgo-Lorena, principe austriaco († 1935)
- 1870 - Luisa d'Asburgo-Lorena, nobildonna († 1947)
- 1871 - Tito Pellicciotti, pittore italiano († 1950)
- 1872 - Carl Lehle, canottiere tedesco († 1939)
- 1872 - Milton Ross, attore statunitense († 1941)
- 1872 - Irene Vanbrugh, attrice britannica († 1949)
- 1873 - Luigi Arborio Mella di Sant'Elia, nobile e politico italiano († 1955)
- 1873 - Galileo Chini, pittore, decoratore e grafico italiano († 1956)
- 1873 - Henri Delacroix, psicologo e filosofo francese († 1937)
- 1873 - Eduardo Schaerer, imprenditore e politico paraguaiano († 1941)
- 1874 - Marica Gregorič-Stepančič, scrittrice, poetessa e traduttrice italiana († 1954)
- 1874 - Candido Mura, politico italiano († 1947)
- 1874 - Joseph Olivier, rugbista a 15 francese († 1901)
- 1875 - Ines Cristina Zacconi, attrice italiana († 1955)
- 1875 - Frank Reicher, attore, regista e produttore cinematografico tedesco († 1965)
- 1875 - Paul-Frédéric Rollet, generale francese († 1941)
- 1876 - Peter Nielsen, attore e sceneggiatore danese († 1949)
- 1876 - Leopold von Wiese, sociologo tedesco († 1969)
- 1878 - František Hirsche, pistard boemo († 1971)
- 1878 - George Soulié de Morant, diplomatico, scrittore e sinologo francese († 1955)
- 1879 - Armellini Chiappi, generale italiano († 1944)
- 1880 - Geoffrey Lawrence, magistrato e nobile britannico († 1971)
- 1881 - Heinrich Barkhausen, fisico tedesco († 1956)
- 1881 - Giovanni Pallastrelli, politico e agronomo italiano († 1959)
- 1883 - Edoardo Furi, fantino italiano († 1962)
- 1884 - Ruth Draper, attrice, drammaturga e italianista statunitense († 1956)
- 1884 - Joseph Farnham, sceneggiatore e montatore statunitense († 1931)
- 1884 - Rudolf Friml, compositore ceco († 1972)
- 1884 - Jean Lacroix, schermidore francese († 1971)
- 1884 - Paul Lizandier, mezzofondista francese († 1937)
- 1884 - Jean Paulhan, scrittore, editore e critico letterario francese († 1968)
- 1884 - Johannes Popitz, politico tedesco († 1945)
- 1885 - Pietro Ciriaci, cardinale e arcivescovo cattolico italiano († 1966)
- 1885 - Lajos Lázár, regista ungherese († 1936)
- 1885 - George Richards Minot, medico statunitense († 1950)
- 1886 - Enzo Casalini, politico e ingegnere italiano († 1963)
- 1886 - Pranas Dovydaitis, politico lituano († 1942)
- 1886 - Pietro Paolo Trompeo, critico letterario italiano († 1958)
- 1886 - Grigorij Žatkovič, avvocato e attivista († 1967)
- 1888 - Omer Verschoore, ciclista su strada belga († 1931)
- 1889 - Paul Althouse, tenore statunitense († 1954)
- 1889 - Teresa Fumarola, supercentenaria italiana († 2003)
- 1889 - Virgilio Luisetti, tipografo, giornalista e politico italiano († 1952)
- 1889 - Anita Malfatti, pittrice brasiliana († 1964)
- 1889 - Elody Oblath, scrittrice italiana († 1971)
- 1889 - Enrico Pistolesi, matematico, ingegnere e politico italiano († 1968)
- 1889 - Carleton Washburne, pedagogista statunitense († 1968)
- 1890 - Nicola Bonservizi, giornalista italiano († 1924)
- 1890 - Willis D. Crittenberger, generale statunitense († 1980)
- 1890 - Hans Janowitz, scrittore boemo († 1954)
- 1890 - Fate Marable, pianista statunitense († 1947)
- 1890 - Károly Molter, scrittore, drammaturgo e critico letterario ungherese († 1981)
- 1891 - Otto Dix, pittore tedesco († 1969)
- 1891 - Josef Šroubek, calciatore e hockeista su ghiaccio cecoslovacco († 1964)
- 1892 - Arvo Aaltonen, nuotatore finlandese († 1949)
- 1892 - John G. Blystone, regista statunitense († 1938)
- 1892 - Thorvald Eigenbrod, hockeista su prato danese († 1977)
- 1892 - Ezio Ercoli, pittore italiano († 1969)
- 1892 - Alexander Kerr, esploratore, ingegnere e militare britannico († 1964)
- 1892 - Robert Pražák, ginnasta cecoslovacco († 1966)
- 1893 - Guido Albanese, compositore italiano († 1966)
- 1893 - Louis Leschi, storico francese († 1954)
- 1893 - Leo Ornstein, compositore e pianista statunitense († 2002)
- 1893 - Walter Risse, calciatore tedesco († 1969)
- 1894 - Henri Grialou, presbitero francese († 1967)
- 1894 - Viola Lawrence, montatrice statunitense († 1973)
- 1894 - Delos W. Lovelace, scrittore e giornalista statunitense († 1967)
- 1894 - Warren William, attore statunitense († 1948)
- 1895 - Otto Brower, regista statunitense († 1946)
- 1895 - Erwin Casmir, schermidore tedesco († 1983)
- 1895 - Harriet Cohen, pianista britannica († 1967)
- 1895 - Cándido García, calciatore argentino († 1971)
- 1896 - Billy Kirton, calciatore inglese († 1970)
- 1896 - Alfred L. Werker, regista statunitense († 1975)
- 1897 - Ivan Christoforovič Bagramjan, generale e politico sovietico († 1982)
- 1897 - Martino Caroli, avvocato e politico italiano († 1978)
- 1897 - Otto Fenichel, medico e psicoanalista austriaco († 1946)
- 1897 - Fontaine La Rue, attrice statunitense († 1976)
- 1897 - Ovsij Hryhorovyč Liberman, economista sovietico († 1983)
- 1897 - Nikola Simić, allenatore di calcio e calciatore jugoslavo († 1969)
- 1898 - Maria Donati, attrice italiana († 1966)
- 1898 - Franz Platko, allenatore di calcio e calciatore ungherese († 1983)
- 1898 - William Gladstone Agnew, ufficiale inglese († 1960)
- 1899 - Tullio d'Albisola, ceramista, scultore e editore italiano († 1971)
- 1899 - John Barbirolli, direttore d'orchestra britannico († 1970)
- 1899 - John Cobb, pilota automobilistico britannico († 1952)
- 1899 - Giuseppe Quattrone, politico italiano († 1973)
- 1900 - Alfred Drexel, alpinista e ingegnere tedesco († 1934)
- 1900 - Willy Rösingh, canottiere olandese († 1976)
- 1900 - Costantino Stella, arcivescovo cattolico italiano († 1973)
- 1900 - Luigi Stracciari, pittore e scenografo italiano († 1943)

## XX secolo(783)
- 1901 - Elda Bossi, scrittrice, poetessa e traduttrice italiana († 1996)
- 1901 - Mario Curti, calciatore italiano († 1968)
- 1901 - Enzo Duse, giornalista e commediografo italiano († 1963)
- 1901 - Raimundo Orsi, calciatore argentino († 1986)
- 1901 - Ivos Pacetti, ceramista, imprenditore e fotografo italiano († 1970)
- 1902 - Henry Homburger, bobbista statunitense († 1950)
- 1902 - Gino Vandelli, calciatore italiano († 1976)
- 1903 - Tetsuo Ōba, allenatore di pallacanestro giapponese († 1979)
- 1904 - Gevheri Sultan, principessa ottomana († 1980)
- 1904 - Adolf Kleemann, pittore tedesco († 1989)
- 1904 - Romolo Re, calciatore italiano († 1945)
- 1904 - Alfredo Alves Tinoco, calciatore brasiliano († 1975)
- 1904 - Franco Tosoni Pittoni, militare italiano († 1941)
- 1904 - Şehzade Ahmed Tevhid, principe ottomano († 1966)
- 1905 - Pina Calì, pittrice italiana († 1949)
- 1905 - Osvaldo Pugliese, pianista, direttore d'orchestra e compositore argentino († 1995)
- 1905 - Oskar Stonorov, architetto, scultore e storico dell'architettura tedesco († 1970)
- 1906 - Daniel Dajani, gesuita albanese († 1946)
- 1906 - Antonio Garzoni Provenzani, canottiere italiano († 1989)
- 1906 - Peter Carl Goldmark, ingegnere ungherese († 1977)
- 1906 - Franz Reichleitner, militare e ufficiale austriaco († 1944)
- 1906 - Alvio Vaglini, pittore e scultore italiano († 1994)
- 1906 - Donald Woods, attore canadese († 1998)
- 1907 - Armando Zucchini, ciclista su strada e ciclocrossista italiano († 1950)
- 1908 - Werner Eisbrenner, compositore, pianista e arrangiatore tedesco († 1981)
- 1908 - Francesco Rier, calciatore italiano († 1991)
- 1908 - Robert F. Simon, attore statunitense († 1992)
- 1909 - Pietro Arcari, calciatore italiano († 1988)
- 1909 - Arvo Askola, mezzofondista finlandese († 1975)
- 1909 - June Clyde, attrice, cantante e ballerina statunitense († 1987)
- 1909 - Mario Croci, calciatore italiano
- 1909 - Erika Dannhoff, attrice tedesca († 1996)
- 1909 - Marion Gräfin Dönhoff, giornalista e saggista tedesca († 2002)
- 1909 - Walter Husemann, giornalista tedesco († 1943)
- 1909 - Giuseppe Majone, militare e aviatore italiano († 1939)
- 1909 - Sybille Schmitz, attrice tedesca († 1955)
- 1909 - Harold Turner, ballerino britannico († 1962)
- 1910 - Charles Edward Bennett, politico e militare statunitense († 2003)
- 1910 - Carlo Ciocala, hockeista su pista e allenatore di hockey su pista italiano († 1979)
- 1910 - Carlo Galante Garrone, politico, magistrato e partigiano italiano († 1997)
- 1910 - Taisto Mäki, mezzofondista finlandese († 1979)
- 1911 - George Chatterton, militare britannico († 1987)
- 1911 - Fee Malten, attrice tedesca († 2005)
- 1912 - Walter Rambaldi, calciatore italiano
- 1912 - Ugo Savarese, baritono italiano († 1997)
- 1912 - Harry Sukman, compositore statunitense († 1984)
- 1913 - Virginia Carroll, attrice statunitense († 2009)
- 1913 - Pietro Gismondi, giurista italiano († 1986)
- 1913 - Arne Ileby, calciatore norvegese († 1999)
- 1913 - Marc Platt, ballerino, coreografo e attore statunitense († 2014)
- 1913 - Jerry Sohl, autore di fantascienza e sceneggiatore statunitense († 2002)
- 1914 - Libero Briganti, partigiano italiano († 1944)
- 1914 - Bill Erwin, attore statunitense († 2010)
- 1914 - Zefferino Grassetto, calciatore italiano
- 1914 - Adolph Green, sceneggiatore, librettista e commediografo statunitense († 2002)
- 1914 - Bill Lampton, allenatore di calcio e calciatore inglese († 1976)
- 1914 - Paolino Limongi, diplomatico e arcivescovo cattolico italiano († 1996)
- 1914 - Ehrenfried Patzel, calciatore cecoslovacco († 2004)
- 1914 - Jaroslav Štumpf, calciatore e allenatore di calcio cecoslovacco († 1979)
- 1915 - Franco Andreoli, calciatore e allenatore di calcio svizzero († 2009)
- 1915 - John DeVries, paroliere e illustratore statunitense († 1992)
- 1915 - Charles Fawcett, attore statunitense († 2008)
- 1915 - Takahito, principe Mikasa, principe giapponese († 2016)
- 1915 - Marais Viljoen, politico sudafricano († 2007)
- 1915 - Roberto Villa, attore e doppiatore italiano († 2002)
- 1916 - Charlie Ventura, sassofonista statunitense († 1992)
- 1916 - Nancye Wynne Bolton, tennista australiana († 2001)
- 1917 - Luciano Angeloni, arcivescovo cattolico italiano († 1996)
- 1917 - Roberto Bertol, calciatore spagnolo († 1990)
- 1917 - Eugenio Moresco, scrittore italiano († 1996)
- 1918 - Guido Nozzoli, partigiano, giornalista e scrittore italiano († 2000)
- 1919 - Carlo Alberto Galluzzi, politico italiano († 2000)
- 1919 - Arne Mattsson, regista e sceneggiatore svedese († 1995)
- 1919 - Santo Bartolomeo Quadri, arcivescovo cattolico italiano († 2008)
- 1919 - Giovanni Maria Ubertazzi, avvocato e giurista italiano († 2005)
- 1919 - Bruno Zago, calciatore italiano
- 1919 - Bibiano Zapirain, calciatore uruguaiano († 2000)
- 1920 - Youssef Abbas, cestista egiziano († 1956)
- 1920 - Lawrence Richardson Jr., storico statunitense († 2013)
- 1920 - David E. Satterfield III, politico statunitense († 1988)
- 1920 - Robert Stevens, regista statunitense († 1989)
- 1920 - Amilcare Trevisani, calciatore italiano
- 1921 - Ali Meshkini, politico iraniano († 2007)
- 1921 - Carlo Furno, cardinale e arcivescovo cattolico italiano († 2015)
- 1921 - Lola Gaos, attrice spagnola († 1993)
- 1921 - Isabella Karle, chimica statunitense († 2017)
- 1921 - Armando Peverelli, ciclista su strada italiano († 1981)
- 1922 - Giuseppe Coniglio, poeta italiano († 2006)
- 1922 - Charles Diggs, politico statunitense († 1998)
- 1922 - Leo Gordon, attore e sceneggiatore statunitense († 2000)
- 1922 - Fred Jacobs, cestista statunitense († 2008)
- 1922 - Jean-Charles, umorista e scrittore francese († 2003)
- 1922 - Ekaterina Kalinčuk, ginnasta sovietica († 1997)
- 1922 - Guido Pancaldi, personaggio televisivo svizzero († 2011)
- 1922 - Lorenzo Vellutini, calciatore e allenatore di calcio italiano
- 1923 - Maria Callas, soprano statunitense († 1977)
- 1923 - Aleksandr Nikolaevič Jakovlev, politico sovietico († 2005)
- 1923 - Fritz Jucker, calciatore francese († 2004)
- 1923 - Lucio Mandarà, sceneggiatore italiano († 2009)
- 1923 - Raffaele Pierini, calciatore e allenatore di calcio italiano († 2019)
- 1924 - Arvedo Cecchini, lottatore italiano († 2011)
- 1924 - Jonathan Frid, attore canadese († 2012)
- 1924 - Alexander Haig, generale e politico statunitense († 2010)
- 1924 - John Raymond McGann, vescovo cattolico statunitense († 2002)
- 1924 - Vilgot Sjöman, regista e sceneggiatore svedese († 2006)
- 1924 - Antonio Vasquez, cantante italiano († 1996)
- 1925 - Asfò Bussotti, maratoneta italiano († 1987)
- 1925 - Philippe Béguerie, presbitero francese († 2017)
- 1925 - Carla Del Poggio, attrice italiana († 2010)
- 1925 - Julie Harris, attrice statunitense († 2013)
- 1925 - Thorsten Lindqvist, pentatleta svedese († 2002)
- 1925 - Franco Nobili, manager e imprenditore italiano († 2008)
- 1926 - Yves Guérin-Sérac, militare e attivista francese († 2022)
- 1926 - James Harder, ingegnere statunitense († 2006)
- 1926 - Pak Kyongni, scrittrice sudcoreana († 2008)
- 1926 - Jiří Trnka, calciatore cecoslovacco († 2005)
- 1927 - Ralph Beard, cestista statunitense († 2007)
- 1927 - Donald L.M. Black, tennista rhodesiano († 2000)
- 1927 - Pëtr Breus, pallanuotista sovietico († 2000)
- 1927 - Marco Brunelli, imprenditore italiano
- 1927 - Sergio Calzavara, calciatore italiano († 2022)
- 1927 - Philip Chatfield, ballerino e direttore artistico britannico († 2021)
- 1927 - Virginia Martin, attrice statunitense († 2009)
- 1927 - Ermanno Scaramuzzi, calciatore italiano († 1991)
- 1927 - Benedict Ganesh Singh, vescovo cattolico guyanese († 2018)
- 1927 - Giorgia Toniolatti, architetta italiana († 2003)
- 1928 - Rıdvan Bolatlı, calciatore turco († 2022)
- 1928 - Guy Bourdin, fotografo francese († 1991)
- 1928 - Enzo Camerino, superstite dell'Olocausto italiano († 2014)
- 1928 - Jörg Demus, pianista e compositore austriaco († 2019)
- 1928 - René Deynis, illustratore e scrittore francese († 1994)
- 1928 - Karol Dobay, calciatore cecoslovacco († 1982)
- 1928 - Gerhard Kaufhold, calciatore tedesco († 2009)
- 1928 - Kurt Siebenhaar, cestista e allenatore di pallacanestro tedesco († 2009)
- 1929 - Harry Benson, fotografo scozzese
- 1929 - Piero Cattaneo, scultore, pittore e illustratore italiano († 2003)
- 1929 - Elena Gianini Belotti, pedagogista e scrittrice italiana († 2022)
- 1929 - Antonio Girlanda, presbitero, biblista e religioso italiano († 2015)
- 1929 - Giacomo Leopizzi, politico italiano († 2016)
- 1929 - Leon Litwack, storico statunitense († 2021)
- 1929 - Louis Manna, mafioso statunitense
- 1929 - Carola Mazot, pittrice italiana († 2016)
- 1929 - Paolo Nuzzi, regista e sceneggiatore italiano († 2018)
- 1929 - Eddie Ponti, giornalista, critico musicale e conduttore radiofonico italiano († 1992)
- 1930 - Renzo Agosto, architetto italiano († 2015)
- 1930 - Gary Becker, economista statunitense († 2014)
- 1930 - Roberto Capucci, stilista italiano
- 1930 - Giacomo Dell'Orso, compositore, arrangiatore e polistrumentista italiano († 2024)
- 1930 - Emmanuel Lê Phong Thuận, vescovo cattolico vietnamita († 2010)
- 1930 - Georges Matheron, statistico francese († 2000)
- 1930 - Joseph Novak, pedagogista statunitense († 2023)
- 1930 - Natasha Parry, attrice britannica († 2015)
- 1930 - David Piper, pilota automobilistico britannico
- 1931 - Masaaki Hatsumi, attore e imprenditore giapponese
- 1931 - Harry Johnston, politico statunitense († 2021)
- 1931 - Wynton Kelly, pianista statunitense († 1971)
- 1931 - Edwin Meese, politico e avvocato statunitense
- 1932 - Sergio Bonelli, fumettista e editore italiano († 2011)
- 1932 - Tomaso Staiti di Cuddia delle Chiuse, politico e giornalista italiano († 2017)
- 1933 - Fiorella Bini, cantante italiana († 2004)
- 1933 - Nicola Chiricallo, calciatore e allenatore di calcio italiano († 2004)
- 1933 - Val Fonteyne, ex hockeista su ghiaccio canadese
- 1933 - Mike Larrabee, velocista statunitense († 2003)
- 1933 - Ignacio Macaya, hockeista su prato spagnolo († 2006)
- 1933 - Gilberto Melendez, wrestler portoricano († 2016)
- 1933 - Maurice Poli, attore francese († 2020)
- 1934 - Tarcisio Bertone, cardinale, arcivescovo cattolico e teologo italiano
- 1934 - Marisa Dalai Emiliani, storica dell'arte e critica d'arte italiana
- 1934 - Dmitrij Ljulin, ex schermidore sovietico
- 1935 - Nicolae Labiș, poeta rumeno († 1956)
- 1935 - Leonardo Mazzoli, pilota motonautico italiano († 1972)
- 1935 - Ljubomir Simović, scrittore jugoslavo († 2025)
- 1936 - Peter Duesberg, medico statunitense
- 1936 - Tomasz Gnat, vescovo vetero-cattolico polacco († 2017)
- 1936 - James C. Scott, antropologo e politologo statunitense († 2024)
- 1936 - Frederic Tuten, scrittore statunitense
- 1936 - Hebe Uhart, scrittrice argentina († 2018)
- 1936 - Tsutomu Yamazaki, attore giapponese
- 1936 - Mircea Ştefănescu, ex pallanuotista rumeno
- 1937 - Chris Bristow, pilota automobilistico britannico († 1960)
- 1937 - Gianfranco Bruno, storico dell'arte, critico d'arte e pittore italiano († 2016)
- 1937 - Brian Lumley, scrittore e militare britannico († 2024)
- 1937 - Carlo Maietto, produttore cinematografico italiano
- 1937 - Manohar Joshi, politico indiano († 2024)
- 1937 - Franco Maria Ricci, grafico, editore e designer italiano († 2020)
- 1937 - Valeriano Trubbiani, scultore, incisore e artista italiano († 2020)
- 1938 - Luis Artime, ex calciatore argentino
- 1938 - Artur Auladell, ex cestista spagnolo
- 1938 - Biagio Catalano, calciatore e allenatore di calcio italiano († 2015)
- 1938 - Paolo Micolini, politico italiano († 2016)
- 1938 - Antonio Montessoro, politico italiano († 2002)
- 1938 - Antonio Nitto, pattinatore di velocità su ghiaccio italiano († 2023)
- 1938 - Vladimir Orlov, ex pattinatore di velocità su ghiaccio sovietico
- 1939 - Werner Bickelhaupt, allenatore di calcio tedesco
- 1939 - Harry Reid, politico statunitense († 2021)
- 1939 - Humphrey Richard Tonkin, esperantista e letterato britannico
- 1939 - Joseph Wilson, ex calciatore ghanese
- 1939 - Jean-Marie Élise, ex calciatore francese
- 1940 - Willie Brown, giocatore di football americano e allenatore di football americano statunitense († 2019)
- 1940 - Lucienne Camille, attrice e attrice pornografica britannica († 2006)
- 1940 - Massimo Ciulli, arbitro di calcio italiano († 2023)
- 1940 - Gregorio San Miguel, ex ciclista su strada spagnolo
- 1940 - Lanfranco Turci, politico italiano
- 1941 - Henri Augé, ex calciatore francese
- 1941 - Sergej Petrovič Banevič, compositore sovietico
- 1941 - Giuseppe Caforio, politico italiano
- 1941 - Mario Del Monte, politico italiano († 1994)
- 1941 - Mike England, ex calciatore e allenatore di calcio gallese
- 1941 - Sugar Ramos, pugile cubano († 2017)
- 1942 - Antonio Acri, politico italiano († 2009)
- 1942 - Isa Ferraguti, politica italiana
- 1942 - Vicente López Carril, ciclista su strada spagnolo († 1980)
- 1942 - Primo Martinelli, ex bobbista italiano
- 1942 - Giorgio Martino, giornalista e telecronista sportivo italiano
- 1942 - Francisque Ravony, politico malgascio († 2003)
- 1943 - Wayne Allard, politico statunitense
- 1943 - Pierangelo Civera, attore, doppiatore e direttore del doppiaggio italiano († 1988)
- 1943 - Neville Hayes, nuotatore australiano († 2022)
- 1943 - Steve Rubell, imprenditore statunitense († 1989)
- 1943 - Noël Van Clooster, ciclista su strada e pistard belga († 2022)
- 1943 - William Wegman, fotografo statunitense
- 1944 - Cathy Lee Crosby, attrice e ex tennista statunitense
- 1944 - Egidio Pedrini, politico italiano († 2023)
- 1944 - Ibrahim Rugova, politico e scrittore kosovaro († 2006)
- 1944 - Dionysis Savvopoulos, cantante greco
- 1944 - Botho Strauß, drammaturgo e scrittore tedesco
- 1945 - Giuseppe Cacciatore, filosofo italiano († 2023)
- 1945 - Mario Deiana, scrittore e regista italiano († 2017)
- 1945 - Lisa Kreuzer, attrice tedesca
- 1945 - Penelope Spheeris, regista e produttrice cinematografica statunitense
- 1945 - Tex Watson, criminale statunitense
- 1946 - Andrej Choteev, pianista russo († 2021)
- 1946 - Ron Dunlap, cestista statunitense († 2019)
- 1946 - David Macaulay, illustratore e scrittore britannico
- 1946 - Ernesto Mauri, dirigente d'azienda italiano
- 1946 - Gianni Sartori, ex pistard e ciclista su strada italiano
- 1946 - Lynne Taylor-Corbett, coreografa e regista teatrale statunitense († 2025)
- 1946 - Hans-Jürgen Veil, ex lottatore tedesco occidentale
- 1946 - Gianni Versace, stilista e imprenditore italiano († 1997)
- 1947 - Gianni Carchia, filosofo italiano († 2000)
- 1947 - Janet Landgard, attrice statunitense († 2023)
- 1947 - Leonard Lightfoot, attore statunitense
- 1947 - Ntare Ndizeye, sovrano burundese († 1972)
- 1947 - Andy Rouse, pilota automobilistico britannico
- 1948 - T. Coraghessan Boyle, scrittore statunitense
- 1948 - Rupert Carington, VII barone Carrington, imprenditore, politico e nobile britannico
- 1948 - Nikolaj D'jačenko, cestista sovietico († 2020)
- 1948 - Gebhard Fürst, vescovo cattolico tedesco
- 1948 - Toninho Horta, chitarrista e compositore brasiliano
- 1948 - Carmelo Lavorino, criminologo, investigatore e giornalista italiano
- 1948 - Patrizia Reggiani, socialite e criminale italiana
- 1948 - Antonín Panenka, dirigente sportivo, allenatore di calcio e ex calciatore ceco
- 1948 - Luigi Sappa, politico italiano
- 1949 - Douglas Allen Booth, sceneggiatore, produttore televisivo e autore televisivo britannico
- 1949 - Shūichi Ikeda, doppiatore giapponese
- 1949 - Jean-François Jodar, allenatore di calcio e ex calciatore francese
- 1949 - Ron Raines, attore e cantante statunitense
- 1949 - Penelope Tree, supermodella statunitense
- 1950 - Paolo Allegra, politico italiano
- 1950 - Merrill Ashley, ex ballerina statunitense
- 1950 - Dennis Christopher, attore statunitense
- 1950 - Fausto Cò, politico e avvocato italiano
- 1950 - Ursela Monn, attrice svizzera
- 1950 - Jan Rusinek, matematico e compositore di scacchi polacco
- 1950 - Paul Watson, attivista e ambientalista canadese
- 1951 - Pino Ammendola, attore, doppiatore e regista italiano
- 1951 - Bernard Gardon, ex calciatore francese
- 1951 - Jiro Kondo, egittologo giapponese
- 1951 - Tadeusz Kusy, vescovo cattolico polacco († 2024)
- 1951 - József Tóth, calciatore ungherese († 2022)
- 1952 - José Antonio Fernández Hurtado, arcivescovo cattolico messicano
- 1952 - Lawrence Heaney, zoologo statunitense
- 1952 - Karel Jarůšek, allenatore di calcio e ex calciatore cecoslovacco
- 1952 - Ulrich Karnatz, ex canottiere tedesco
- 1952 - Peter Kingsbery, cantautore statunitense
- 1952 - Việt Linh, regista, sceneggiatrice e scrittrice vietnamita
- 1952 - Germano Mazzocchetti, musicista e compositore italiano
- 1952 - Andreas Mölzer, politico austriaco
- 1952 - Carol Shea-Porter, politica statunitense
- 1952 - Keith Szarabajka, attore statunitense
- 1952 - Hans-Peter Zaugg, allenatore di calcio e dirigente sportivo svizzero
- 1953 - Adrian Amstutz, politico e imprenditore svizzero
- 1953 - Manfred Beer, ex biatleta tedesco
- 1953 - Kalle Björklund, allenatore di calcio e ex calciatore svedese
- 1953 - Peter Fletcher, ex calciatore inglese
- 1953 - Carlos García Palermo, scacchista argentino
- 1953 - Antonio Guzmán, ex calciatore spagnolo
- 1953 - Paco Herrera, allenatore di calcio e ex calciatore spagnolo
- 1953 - Rita Pedrali, ex calciatrice italiana
- 1953 - Monique Supeley, ex cestista belga
- 1953 - John Whitesell, regista e produttore televisivo statunitense
- 1954 - Dan Butler, attore statunitense
- 1954 - Ibrahim Nasrallah, scrittore palestinese
- 1954 - Carlos Raffaelli, ex cestista argentino
- 1954 - Huub Stapel, attore olandese
- 1954 - Bob Stillman, attore e cantante statunitense
- 1955 - Nicola Rivelli, politico italiano († 2025)
- 1955 - David Sherbeck, ex tennista statunitense
- 1956 - Isabelino Acosta, ex calciatore paraguaiano
- 1956 - Antonio Agogliati, politico italiano
- 1956 - Steven Bauer, attore cubano
- 1956 - Edward Fitzalan-Howard, XVIII duca di Norfolk, nobile e politico britannico
- 1956 - Claudio Franci, politico italiano
- 1956 - Raúl Isaac González, ex calciatore cileno
- 1956 - Tara Heiss, cestista statunitense († 2023)
- 1956 - Antonio Ibáñez de Alba, ingegnere spagnolo
- 1956 - Sergej Kotenko, ex pallanuotista sovietico
- 1956 - Albert Mallach, ex cestista statunitense
- 1956 - Maurizio Morante, compositore e paroliere italiano
- 1956 - Mostafa Mohammad-Najjar, politico e generale iraniano
- 1956 - Chris Wilson, musicista e cantante australiano († 2019)
- 1957 - Carolyn Christov-Bakargiev, scrittrice e storica statunitense
- 1957 - Johannes Hahn, politico austriaco
- 1957 - Livio Proietti, politico italiano
- 1957 - Federica Stabilini, ex nuotatrice italiana
- 1958 - Guglielmo Ferrante, ex calciatore italiano
- 1958 - Ezio Gamba, ex judoka e dirigente sportivo italiano
- 1958 - Randy Gardner, ex pattinatore artistico su ghiaccio statunitense
- 1958 - Wayne Isham, regista statunitense
- 1958 - Mario Noris, ex ciclista su strada e mountain biker italiano
- 1958 - Uladzimir Parfjanovič, ex canoista e politico sovietico
- 1958 - George Saunders, scrittore e saggista statunitense
- 1958 - Paolo Zermani, architetto italiano
- 1959 - Felice Accrocca, arcivescovo cattolico italiano
- 1959 - Greg Barton, ex canoista statunitense
- 1959 - Maurizio Colonna, chitarrista italiano
- 1959 - José Díaz López, ex sollevatore panamense
- 1959 - Stuart Greer, attore statunitense
- 1959 - Boman Irani, attore indiano
- 1959 - Giancarlo Perini, ex ciclista su strada italiano
- 1959 - Sergio Porcedda, imprenditore italiano
- 1959 - Paola Rinaldi, attrice italiana
- 1959 - Salvatore Tomaselli, politico italiano
- 1960 - Natalino Balasso, attore, comico e scrittore italiano
- 1960 - Massimo Da Rin, allenatore di hockey su ghiaccio e ex hockeista su ghiaccio italiano
- 1960 - Deb Haaland, politica statunitense
- 1960 - Anders Hejlsberg, informatico danese
- 1960 - Joe Henry, cantautore e produttore discografico statunitense
- 1960 - L.V., cantante e rapper statunitense
- 1960 - Dave Mehmet, calciatore inglese († 2024)
- 1960 - Duško Milinković, ex calciatore jugoslavo
- 1960 - Bryan Millard, ex giocatore di football americano statunitense
- 1960 - Antonio Orejuela, ex calciatore spagnolo
- 1960 - Rick Savage, bassista britannico
- 1960 - Nigel Spackman, ex calciatore e allenatore di calcio inglese
- 1960 - Justus von Dohnányi, attore tedesco
- 1961 - Fabio Massimo Cacciatori, imprenditore e produttore cinematografico italiano
- 1961 - Roberto D'Amico, bobbista italiano
- 1961 - Søs Fenger, cantante danese
- 1961 - László Kósa, calciatore e giocatore di calcio a 5 ungherese († 2008)
- 1961 - Michael Thomas Martin, vescovo cattolico statunitense
- 1961 - Sunder Nix, ex velocista statunitense
- 1961 - Gilles Pécout, storico e diplomatico francese
- 1962 - Vlado Bučkovski, politico macedone
- 1962 - Marco Vinicio Guasticchi, politico italiano
- 1962 - Steve Huison, attore britannico
- 1962 - Kardam, principe di Tarnovo, principe bulgaro († 2015)
- 1962 - David Levi, ex calciatore e giocatore di poker israeliano
- 1962 - Linda McAvan, politica britannica
- 1962 - Miroslav Mentel, ex calciatore e allenatore di calcio slovacco
- 1962 - Pietra Montecorvino, cantante e attrice italiana
- 1962 - Sabina Rossa, politica italiana
- 1962 - Andrėj Zyhmantovič, allenatore di calcio e ex calciatore bielorusso
- 1963 - Éric Boyer, ex ciclista su strada e dirigente sportivo francese
- 1963 - Brendan Coyle, attore britannico
- 1963 - Wilbert Das, stilista olandese
- 1963 - Sabrina Dornhoefer, ex mezzofondista statunitense
- 1963 - Pascal Gastien, allenatore di calcio e ex calciatore francese
- 1963 - Ann Patchett, scrittrice statunitense
- 1963 - Francesco Pietrosanti, ex rugbista a 15 e dirigente sportivo italiano
- 1963 - Akira Saitō, pilota motociclistico giapponese
- 1963 - Roberto Tofi, direttore di coro e compositore italiano
- 1964 - Nick Cheung, attore cinese
- 1964 - Brian Habib, ex giocatore di football americano statunitense
- 1964 - Lee McNeill, velocista statunitense († 2021)
- 1964 - Aleksej Borisovič Parygin, artista russo
- 1964 - Marko Tanasić, ex calciatore serbo
- 1965 - Djamel Beghal, terrorista algerino
- 1965 - Luisa Corna, cantante, conduttrice televisiva e attrice italiana
- 1965 - Beatrice Macola, attrice italiana († 2001)
- 1965 - Giuliano Palma, cantautore italiano
- 1966 - Laura Belotti, ex nuotatrice italiana
- 1966 - Byron Irvin, ex cestista statunitense
- 1966 - Zeke Jones, ex lottatore statunitense
- 1966 - Thomas Schnauz, regista, sceneggiatore e produttore televisivo statunitense
- 1967 - Wojciech Bartnik, ex pugile polacco
- 1967 - Alessandro Caranci, ex rugbista a 15 italiano
- 1967 - Mary Creagh, politica britannica
- 1967 - Sabrina Duranti, doppiatrice e direttrice del doppiaggio italiana
- 1967 - Rebecca Godfrey, scrittrice canadese († 2022)
- 1967 - Massimiliano Lelli, ex ciclista su strada italiano
- 1967 - Giovanni Parisi, pugile italiano († 2009)
- 1967 - Silvia Todeschini, ex cestista italiana
- 1968 - David Batty, dirigente sportivo e ex calciatore inglese
- 1968 - Jiří Dopita, ex hockeista su ghiaccio ceco
- 1968 - Rafael Horzon, scrittore e inventore tedesco
- 1968 - John Ajvide Lindqvist, scrittore svedese
- 1968 - Lucy Liu, attrice e doppiatrice statunitense
- 1968 - Steve Martin, pilota motociclistico australiano
- 1968 - Nate Mendel, bassista statunitense
- 1968 - David Regis, ex calciatore francese
- 1968 - Elna Reinach, ex tennista sudafricana
- 1968 - Rena Sofer, attrice statunitense
- 1968 - Stephen Thompson, ex cestista e allenatore di pallacanestro statunitense
- 1968 - Darko Vukić, ex calciatore croato
- 1968 - Radovan Žerjav, politico e ingegnere sloveno
- 1969 - Maurizio Federici, ex velocista italiano
- 1969 - Pavel Loskutov, ex maratoneta estone
- 1969 - Denis McDonough, funzionario statunitense
- 1969 - O.J. McDuffie, ex giocatore di football americano statunitense
- 1969 - Gianluca Sordo, ex calciatore italiano
- 1970 - Paola Ambrogio, politica italiana
- 1970 - Nick Beal, ex rugbista a 15 e dirigente sportivo britannico
- 1970 - Frédéric Guéguen, allenatore di calcio e ex calciatore francese
- 1970 - Sergej Aleksandrovič Krylov, violinista russo
- 1970 - Joe Lo Truglio, attore statunitense
- 1970 - Bonner Mosquera, ex calciatore colombiano
- 1970 - Dmitrij Radčenko, ex calciatore sovietico
- 1970 - Maksim Tarasov, ex astista russo
- 1970 - Luca Venantini, attore italiano
- 1971 - Khaled Al-Hazaa, ex calciatore saudita
- 1971 - Vladimir Arnautović, cestista e allenatore di pallacanestro serbo († 2015)
- 1971 - Julio César Baldivieso, allenatore di calcio e ex calciatore boliviano
- 1971 - Luca Bindi, geologo italiano
- 1971 - Frank Cho, fumettista e scrittore statunitense
- 1971 - Omar Codazzi, cantante italiano
- 1971 - DJ Laz, disc jockey e rapper statunitense
- 1971 - Pia Guerra, fumettista statunitense
- 1971 - Wilson Jermaine Heredia, attore e cantante statunitense
- 1971 - Jessie Hicks, ex cestista e allenatrice di pallacanestro statunitense
- 1971 - Ali Reza Mansourian, allenatore di calcio e ex calciatore iraniano
- 1971 - Rachel McQuillan, ex tennista australiana
- 1971 - David Murgia, giornalista, blogger e scrittore italiano
- 1971 - Alessandro Nespolino, fumettista italiano
- 1971 - Günther Neukirchner, allenatore di calcio, ex calciatore e ex giocatore di calcio a 5 austriaco
- 1971 - Francesco Toldo, ex calciatore italiano
- 1971 - Henning Wehland, cantante, conduttore televisivo e produttore discografico tedesco
- 1971 - Mine Yoshizaki, disegnatore e fumettista giapponese
- 1972 - Gustavo Borges, ex nuotatore brasiliano
- 1972 - Simone Della Balda, ex calciatore sammarinese
- 1972 - Gil Gomes, ex calciatore angolano
- 1972 - András Gyürk, politico ungherese
- 1972 - Alan Henderson, ex cestista statunitense
- 1972 - Serhij Kandaurov, allenatore di calcio e ex calciatore ucraino
- 1972 - Gabriele Roberto, compositore italiano
- 1972 - Roman Rossa, attore e doppiatore tedesco
- 1972 - Pasquale Stafano, pianista, compositore e arrangiatore italiano
- 1972 - Sergejs Žoltoks, hockeista su ghiaccio lettone († 2004)
- 1973 - Alessandra Santos de Oliveira, ex cestista brasiliana
- 1973 - Gracen Averil, ex cestista americo-verginiano
- 1973 - Michaël Youn, attore, regista e sceneggiatore francese
- 1973 - Graham Kavanagh, ex calciatore irlandese
- 1973 - Pierre Louvrier, dirigente d'azienda belga
- 1973 - Monica Seles, ex tennista jugoslava
- 1973 - Jan Ullrich, ex ciclista su strada e ciclocrossista tedesco
- 1973 - Grant Wahl, giornalista statunitense († 2022)
- 1974 - Alya Ahmed Saif Al-Thani, diplomatica qatariota
- 1974 - Gino Capotosti, politico italiano
- 1974 - Dario David Cioni, ex ciclista su strada, mountain biker e ciclocrossista italiano
- 1974 - Xavier Domènech i Sampere, politico spagnolo
- 1974 - Adam Dorrel, allenatore di football americano statunitense
- 1974 - Alberto Maria Fontana, procuratore sportivo e ex calciatore italiano
- 1974 - Trude Gimle, ex sciatrice alpina norvegese
- 1974 - Katalin Kosjár, ex cestista ungherese
- 1974 - Onandi Lowe, ex calciatore giamaicano
- 1974 - Isabella Orsini, attrice e produttrice cinematografica italiana
- 1974 - Líder Paz, ex calciatore boliviano
- 1974 - Rosi Sánchez, ex cestista spagnola
- 1975 - Babacar Cissé, ex cestista senegalese
- 1975 - Mark McLaughlin, ex calciatore scozzese
- 1976 - Michael Abdow, chitarrista statunitense
- 1976 - Remah Abou Zeid, ex giocatore di calcio a 5 egiziano
- 1976 - Kim Deinoff, ex calciatore norvegese
- 1976 - Smail Diss, ex calciatore algerino
- 1976 - Erik Everhard, attore pornografico canadese
- 1976 - Masafumi Gotō, cantante, chitarrista e compositore giapponese
- 1976 - Lato, disc jockey e beatmaker italiano
- 1976 - Heiko Meyer, tuffatore tedesco
- 1976 - Christian Solinas, politico italiano
- 1976 - Rodrigo Teixeira, produttore cinematografico brasiliano
- 1977 - Robert Garcia, politico peruviano
- 1977 - Nate Green, ex cestista e arbitro di pallacanestro statunitense
- 1977 - Andy Katzenmoyer, ex giocatore di football americano statunitense
- 1977 - Siyabonga Nomvethe, ex calciatore sudafricano
- 1977 - Jérôme Thion, rugbista a 15 francese
- 1977 - Marjan Šarec, comico, imitatore e politico sloveno
- 1978 - Mohammed Abdulla Hassan, arbitro di calcio emiratino
- 1978 - Muisi Ajao, allenatore di calcio e ex calciatore nigeriano
- 1978 - Alina Bronsky, scrittrice e giornalista sovietica
- 1978 - Francesca Cantini, giornalista e conduttrice televisiva italiana
- 1978 - Brian Chase, batterista statunitense
- 1978 - Jarron Collins, ex cestista e allenatore di pallacanestro statunitense
- 1978 - Jason Collins, ex cestista statunitense
- 1978 - Nelly Furtado, cantautrice canadese
- 1978 - Jonathan Goodwin, giocatore di football americano statunitense
- 1978 - Tzipi Hotovely, funzionaria e politica israeliana
- 1978 - Raquel Lyra, avvocato e politica brasiliana
- 1978 - Luigi Malafronte, ex calciatore italiano
- 1978 - Popek, rapper e artista marziale misto polacco
- 1978 - Fonsi Nieto, pilota motociclistico spagnolo
- 1978 - Maëlle Ricker, snowboarder canadese
- 1978 - David Rivas, ex calciatore spagnolo
- 1978 - Maximiliano Stanic, cestista argentino
- 1978 - Chris Wolstenholme, polistrumentista e cantante britannico
- 1979 - Səbinə Babayeva, cantante azera
- 1979 - Yvonne Catterfeld, cantautrice e attrice tedesca
- 1979 - Alper Gezeravcı, astronauta turco
- 1979 - Angelina Grün, pallavolista e ex giocatrice di beach volley tedesca
- 1979 - Vladimír Janočko, ex calciatore slovacco
- 1979 - Michael McIndoe, ex calciatore scozzese
- 1979 - Mayako Nigo, doppiatrice giapponese
- 1979 - Paco Sedano, ex giocatore di calcio a 5 spagnolo
- 1979 - Amit Tamir, ex cestista e allenatore di pallacanestro israeliano
- 1980 - Emily Barker, cantautrice, musicista e compositrice australiana
- 1980 - Damir Burić, pallanuotista croato
- 1980 - Leander Deeny, scrittore statunitense
- 1980 - Marco Engelhardt, ex calciatore tedesco
- 1980 - Benjamin Mako Hill, hacker e attivista statunitense
- 1980 - Adam Kreek, canottiere canadese
- 1980 - Ahmed Maher, attivista egiziano
- 1980 - Milton Palacios, ex calciatore honduregno
- 1980 - Pula, ex giocatore di calcio a 5 brasiliano
- 1980 - Charlotte Rohlin, ex calciatrice svedese
- 1980 - Michael Stocklasa, ex calciatore liechtensteinese
- 1980 - Joel Ward, hockeista su ghiaccio canadese
- 1980 - Costanza Zanoletti, ex skeletonista italiana
- 1981 - Miloš Bojović, ex cestista serbo
- 1981 - Lesley-Ann Brandt, attrice sudafricana
- 1981 - Monès Chéry, ex calciatore haitiano
- 1981 - Miloud Doubal, ex cestista francese
- 1981 - Aleksandr Efimkin, dirigente sportivo e ex ciclista su strada russo
- 1981 - Vladimir Efimkin, ex ciclista su strada russo
- 1981 - Andrea Lehotská, conduttrice televisiva, modella e attrice slovacca
- 1981 - Andrew Mewing, nuotatore australiano
- 1981 - Matías Miramontes, ex calciatore argentino
- 1981 - Abdelillah Nhaila, pugile marocchino
- 1981 - Marco Petrini, pilota motociclistico italiano
- 1981 - Danijel Pranjić, allenatore di calcio e ex calciatore croato
- 1981 - Thomas Pöck, hockeista su ghiaccio austriaco
- 1981 - Britney Spears, cantante e ballerina statunitense
- 1981 - Dechen Yangzom Wangchuck, principessa bhutanese
- 1981 - Derrick Zimmerman, ex cestista statunitense
- 1982 - Mohammed Al-Mukhaini, calciatore omanita
- 1982 - Vítor Bruno, allenatore di calcio e ex calciatore portoghese
- 1982 - Julie Coin, allenatrice di tennis e ex tennista francese
- 1982 - Chrīstos Karypidīs, ex calciatore greco
- 1982 - Siren Sundby, ex velista norvegese
- 1982 - Matt Walsh, ex cestista statunitense
- 1983 - Mistie Bass, ex cestista statunitense
- 1983 - Grzegorz Bonin, ex calciatore polacco
- 1983 - Action Bronson, rapper e cuoco statunitense
- 1983 - Christopher Burke, ex calciatore scozzese
- 1983 - Bibiana Candelas, pallavolista e ex giocatrice di beach volley messicana
- 1983 - Stéphanie Crayencour, attrice, modella e cantante belga
- 1983 - Ana Lucía Domínguez, attrice colombiana
- 1983 - Mario Guarente, politico italiano
- 1983 - Pooh Jeter, ex cestista statunitense
- 1983 - Steeve Joseph-Reinette, ex calciatore francese
- 1983 - Jana Kramer, attrice e cantante statunitense
- 1983 - Stevie Kremer, ultramaratoneta e fondista di corsa in montagna statunitense
- 1983 - Carlo Leonardi, rugbista a 15 italiano
- 1983 - Lim You-hwan, calciatore sudcoreano
- 1983 - Roberta Lucentini, ex ginnasta italiana
- 1983 - Aaron Rodgers, giocatore di football americano statunitense
- 1983 - Daniela Ruah, attrice statunitense
- 1983 - Tuan Tunalı, attore e modello turco
- 1983 - Sarah Vandella, attrice pornografica statunitense
- 1983 - Nick Williams, ex rugbista a 15 neozelandese
- 1984 - Jennifer Ciochetti, bobbista canadese
- 1984 - Anna David, cantante danese
- 1984 - Iliesa Delana, atleta paralimpico figiano
- 1984 - Mamadou Alimou Diallo, calciatore guineano
- 1984 - Natalija Kazka, ex pallavolista ucraina
- 1984 - Aleksandar Mladenović, cestista serbo
- 1984 - Carlos Sánchez, calciatore uruguaiano
- 1984 - Pamela Tajonar, calciatrice messicana
- 1984 - Álberis da Silva, calciatore brasiliano
- 1984 - Numan Çürüksu, ex calciatore turco
- 1985 - Rebecca Angus, calciatrice britannica
- 1985 - Alberto de la Bella, ex calciatore spagnolo
- 1985 - Dean Brill, allenatore di calcio e ex calciatore inglese
- 1985 - Dmytro Hryško, allenatore di calcio e ex calciatore ucraino
- 1985 - Emily Jacobson, schermitrice statunitense
- 1985 - Amaury Leveaux, ex nuotatore francese
- 1985 - Matija Poščić, ex cestista croato
- 1985 - Biel Ribas, calciatore spagnolo
- 1985 - Mirko Savone, attore e doppiatore italiano
- 1985 - Pape Habib Sow, ex calciatore senegalese
- 1985 - Sabina Veit, ex velocista slovena
- 1985 - Dorell Wright, ex cestista statunitense
- 1986 - Merel de Blaeij, hockeista su prato olandese
- 1986 - Nicolò Cherubin, allenatore di calcio e ex calciatore italiano
- 1986 - Mardy Gilyard, giocatore di football americano statunitense
- 1986 - Dwight Hardy, ex cestista statunitense
- 1986 - Ken Ilsø, ex calciatore danese
- 1986 - Claudiu Keșerü, ex calciatore rumeno
- 1986 - Renee Montgomery, ex cestista statunitense
- 1986 - Stefania Scordio, giornalista e conduttrice televisiva italiana
- 1986 - Song Ha-yoon, attrice sudcoreana
- 1986 - Ronald Vargas, ex calciatore venezuelano
- 1986 - Tal Wilkenfeld, bassista australiana
- 1986 - Adam le Fondre, calciatore inglese
- 1987 - Jake Ballard, ex giocatore di football americano statunitense
- 1987 - Andrea Brighenti, calciatore italiano
- 1987 - Tim Broshog, pallavolista tedesco
- 1987 - Kyle Casciaro, calciatore gibilterriano
- 1987 - Jill Collymore, pallavolista statunitense
- 1987 - Conor Eaton, pallavolista statunitense
- 1987 - Nicolas Edet, ciclista su strada e ciclocrossista francese
- 1987 - Chinyere Ibekwe, ex cestista statunitense
- 1987 - Mari-Leen Kaselaan, cantante estone
- 1987 - Fabian Klos, ex calciatore tedesco
- 1987 - Teairra Marí, cantante statunitense
- 1987 - Danijel Pantič, giocatore di calcio a 5 sloveno
- 1987 - Isaac Promise, calciatore nigeriano († 2019)
- 1987 - Dennis van Winden, ex ciclista su strada olandese
- 1988 - Fuse ODG, cantante britannico
- 1988 - Rosie Brennan, fondista statunitense
- 1988 - Antti Buri, pilota automobilistico finlandese
- 1988 - Hersony Canelón, pistard venezuelano
- 1988 - Babajide Collins Babatunde, ex calciatore nigeriano
- 1988 - Alfred Enoch, attore britannico
- 1988 - Stephen McGinn, calciatore scozzese
- 1988 - Tommaso Migliore, ex hockeista su ghiaccio italiano
- 1988 - Kim Ojo, ex calciatore nigeriano
- 1988 - Nejc Potokar, ex calciatore sloveno
- 1988 - Enigma, rapper italiano
- 1988 - Maic Sema, calciatore svedese
- 1989 - Alan Aguilar, giocatore di calcio a 5 guatemalteco
- 1989 - Rashed Ali, calciatore emiratino
- 1989 - Matteo Darmian, calciatore italiano
- 1989 - Azzurra Gaglio, ex cestista italiana
- 1989 - Martín Barba, attore, modello e imprenditore messicano
- 1989 - José Ignacio González, calciatore cileno
- 1989 - Asa Jackson, giocatore di football americano statunitense
- 1989 - John Paul Kissock, ex calciatore inglese
- 1989 - Matt McGloin, ex giocatore di football americano statunitense
- 1989 - Rhoda Mulaudzi, calciatrice sudafricana
- 1989 - Luca Panerati, ex giocatore di baseball italiano
- 1989 - Cassie Steele, attrice, cantante e cantautrice canadese
- 1989 - Richard Tait, calciatore scozzese
- 1989 - Robert Turbin, ex giocatore di football americano statunitense
- 1989 - Ernst Umhauer, attore francese
- 1989 - Kazuya Yamamura, calciatore giapponese
- 1990 - Emmanuel Agyemang-Badu, calciatore ghanese
- 1990 - Newkid, rapper svedese
- 1990 - An Il-bom, calciatore nordcoreano
- 1990 - Kassem El Zein, calciatore libanese
- 1990 - Alexander Köll, ex sciatore alpino austriaco
- 1990 - Carlos Labrín, calciatore cileno
- 1990 - Erik Marxen, calciatore danese
- 1990 - Sebastián Pérez Kirby, calciatore cileno
- 1990 - Gastón Ramírez, calciatore uruguaiano
- 1990 - C. S. Sabeeth, calciatore indiano
- 1990 - Simon Schürch, canottiere svizzero
- 1990 - Angélo Tulik, ex ciclista su strada e pistard francese
- 1990 - Filippo Vedovotto, dirigente sportivo e ex pallavolista italiano
- 1991 - Anne Buijs, pallavolista olandese
- 1991 - Chloé Dufour-Lapointe, sciatrice freestyle canadese
- 1991 - Elisa Gasparin, biatleta svizzera
- 1991 - Rodrigo Gattas, calciatore cileno
- 1991 - Brandon Knight, cestista statunitense
- 1991 - Sandro Lohmann, attore tedesco
- 1991 - Chantel Malone, lunghista e velocista anglo-verginiana
- 1991 - Petr Medulič, sciatore freestyle russo
- 1991 - Luna Zimić Mijović, attrice bosniaca
- 1991 - Jordon Mutch, calciatore inglese
- 1991 - Augustas Pečiukevičius, cestista lituano
- 1991 - Charlie Puth, cantautore, produttore discografico e personaggio televisivo statunitense
- 1991 - Kelyn Rowe, ex calciatore statunitense
- 1991 - Yūmi Suzuki, giocatrice di curling giapponese
- 1991 - Isaiah Sykes, cestista statunitense
- 1991 - Andy Yiadom, calciatore inglese
- 1991 - Ta'Quan Zimmerman, ex cestista statunitense
- 1992 - Mahmoud Abdel Aati, calciatore egiziano
- 1992 - Hovhannes Bachkov, pugile armeno
- 1992 - Sim Bhullar, cestista canadese
- 1992 - Carlos Calvo Beristain, ex calciatore messicano
- 1992 - César Falletti, calciatore uruguaiano
- 1992 - Franco Giorgetti, cestista argentino
- 1992 - Eglentin Gjoni, calciatore albanese
- 1992 - Massadio Haïdara, calciatore francese
- 1992 - Abdelrahman Hesham, scacchista egiziano
- 1992 - Melissa Lotholz, bobbista e ex velocista canadese
- 1992 - Salvatore Parrillo, cestista italiano
- 1992 - Luke Rhodes, giocatore di football americano statunitense
- 1992 - Déborah Rodríguez, ostacolista e mezzofondista uruguaiana
- 1992 - Ángel Leonardo Rodríguez Güelmo, calciatore uruguaiano
- 1992 - Gary Sánchez, giocatore di baseball dominicano
- 1992 - Gregor Traber, ostacolista tedesco
- 1992 - Zlatko Tripić, calciatore norvegese
- 1992 - József Windecker, calciatore ungherese
- 1992 - Domantas Šeškus, cestista lituano
- 1993 - Koen Bouwman, ciclista su strada olandese
- 1993 - Cody Demps, cestista statunitense
- 1993 - Kevin Fischnaller, slittinista italiano
- 1993 - Tiffany Gauthier, ex sciatrice alpina francese
- 1993 - Roy Piccard, sciatore alpino francese
- 1993 - Cecilia Salvai, calciatrice italiana
- 1993 - Kōstas Stafylidīs, calciatore greco
- 1993 - Cleveland Thomas, cestista statunitense
- 1994 - Mike Atkinson, ex calciatore inglese
- 1994 - Kendell Beckwith, giocatore di football americano statunitense
- 1994 - Lisa Buckwitz, bobbista tedesca
- 1994 - Aaron Jones, giocatore di football americano statunitense
- 1994 - Lukáš Juliš, calciatore ceco
- 1994 - Mark-Anthony Kaye, calciatore canadese
- 1994 - Elias Lindholm, hockeista su ghiaccio svedese
- 1994 - Donald Love, calciatore scozzese
- 1994 - Freddie McSwain, cestista statunitense
- 1994 - Bálint Oláh, calciatore ungherese
- 1994 - Karim Rekik, calciatore olandese
- 1994 - Michael Schachermayr, giocatore di football americano austriaco
- 1994 - Kōsuke Sugimoto, sciatore freestyle giapponese
- 1994 - George Waring, calciatore inglese
- 1994 - Kenrich Williams, cestista statunitense
- 1994 - Cauley Woodrow, calciatore inglese
- 1994 - Xu Chengzi, schermitrice cinese
- 1995 - Kwame Awuah, calciatore canadese
- 1995 - Jhow Benavídez, calciatore honduregno
- 1995 - Daniel Carrillo, calciatore venezuelano
- 1995 - Kevin DeCoste, attore statunitense
- 1995 - Uladzislaŭ Hančaroŭ, ginnasta bielorusso
- 1995 - Ricky He, attore canadese
- 1995 - Gyrano Kerk, calciatore olandese
- 1995 - Mickel Miller, calciatore inglese
- 1995 - Inori Minase, doppiatrice e cantante giapponese
- 1995 - André Moreira, calciatore portoghese
- 1995 - Ana Peleteiro, triplista spagnola
- 1995 - Kalvin Phillips, calciatore inglese
- 1995 - Divan, cantante cubano
- 1995 - Nikola Vasilj, calciatore bosniaco
- 1995 - Simone Velasco, ciclista su strada italiano
- 1995 - Mikołaj Witliński, cestista polacco
- 1995 - Torin Yater-Wallace, ex sciatore freestyle statunitense
- 1995 - Ľubomír Šatka, calciatore slovacco
- 1996 - Anita Alvarez, sincronetta statunitense
- 1996 - Jordan Barrett, modello australiano
- 1996 - Mitchel Cave, cantante, musicista e produttore discografico australiano
- 1996 - Sam Cosgrove, calciatore inglese
- 1996 - Deyonta Davis, cestista statunitense
- 1996 - Rodrigo Diego López, tuffatore messicano
- 1996 - Juan Cruz González, calciatore argentino
- 1996 - André Dae Kim, attore canadese
- 1996 - John Korir, maratoneta keniota
- 1996 - Max Lemke, canoista tedesco
- 1996 - Daniela Movileanu, scacchista italiana
- 1996 - Brayan Rovira, calciatore colombiano
- 1996 - Anes Rušević, calciatore serbo
- 1996 - Austin Tilghman, cestista statunitense
- 1997 - De'Andre Hunter, cestista statunitense
- 1997 - Kwon Soon-woo, tennista sudcoreano
- 1997 - Nick Niemann, giocatore di football americano canadese
- 1997 - Claire Orcel, altista belga
- 1997 - Ibrahim Sangaré, calciatore ivoriano
- 1997 - Afra Saraçoğlu, attrice turca
- 1997 - Luis Suárez, calciatore colombiano
- 1997 - Xadas, calciatore portoghese
- 1998 - Celera Barnes, velocista statunitense
- 1998 - Annalise Basso, attrice e modella statunitense
- 1998 - Abderrahim Deghmoum, calciatore algerino
- 1998 - Ishmael El-Amin, cestista statunitense
- 1998 - Sophie Francis, disc jockey, musicista e produttrice discografica olandese
- 1998 - Luisa Görlich, saltatrice con gli sci tedesca
- 1998 - Juice Wrld, rapper e cantautore statunitense († 2019)
- 1998 - Anna Kalinskaja, tennista russa
- 1998 - Amber Montana, attrice statunitense
- 1998 - Celeste O'Connor, attrice statunitense
- 1998 - Urban Oman, cestista sloveno
- 1998 - Nanami Takenaka, ginnasta giapponese
- 1999 - Pablo Bonilla, calciatore venezuelano
- 1999 - Peter Buch Christiansen, calciatore danese
- 1999 - Hugo Fernández Martínez, calciatore paraguaiano
- 1999 - Michael Forrest, cestista statunitense
- 1999 - Fred Hechinger, attore statunitense
- 1999 - Anthony Johnson Jr., giocatore di football americano statunitense
- 1999 - Jarrett Kingston, giocatore di football americano statunitense
- 1999 - Kelvin Kiptum, maratoneta keniota († 2024)
- 1999 - Nongmaithem Ratanbala Devi, calciatrice indiana
- 1999 - Christopher Trejo, calciatore messicano
- 2000 - Giordano Bortolani, cestista italiano
- 2000 - Dorothée Faucher, sciatrice alpina canadese
- 2000 - Marco Vilca, mezzofondista peruviano

## XXI secolo(26)
- 2001 - Ricardo Azevedo Alves, calciatore svizzero
- 2001 - José Castillo Pérez, calciatore messicano
- 2001 - Makanakaishe Charamba, velocista zimbabwese
- 2001 - Iman Griffith, calciatore olandese
- 2001 - Nicolas Heinrich, pistard e ciclista su strada tedesco
- 2001 - Marko Ivezić, calciatore serbo
- 2001 - Emilio Nava, tennista statunitense
- 2001 - Márton Radics, calciatore ungherese
- 2002 - Eden Cheng, tuffatrice britannica
- 2002 - Roman Didyk, calciatore ucraino
- 2002 - Anastasija Gubanova, pattinatrice artistica su ghiaccio russa
- 2002 - Furkan Haltalı, cestista turco
- 2002 - Dino Salihovic, calciatore svedese
- 2002 - Jaylon Tyson, cestista statunitense
- 2002 - Egor Ušakov, calciatore russo
- 2003 - Martin Adeline, calciatore francese
- 2003 - Carolann Heduit, ex ginnasta francese
- 2003 - Ashton Jeanty, giocatore di football americano statunitense
- 2003 - Noma Noha Akugue, tennista tedesca
- 2003 - Tsao Chia-yi, tennista taiwanese
- 2003 - Kevin Winston Jr., giocatore di football americano statunitense
- 2004 - Erin Gemmell, nuotatrice statunitense
- 2004 - Ilia Malinin, pattinatore artistico su ghiaccio statunitense
- 2005 - Kamil Cybulski, calciatore polacco
- 2005 - Learner Tien, tennista statunitense
- 2005 - Charlie Wurz, pilota automobilistico austriaco